# Turnaia furva
Turnaia furva là một loài bọ cánh cứng trong họ Cerambycidae.